# ماجي أنور
ماجي أنور مخرجة سينمائية إيطالية-مصرية، ومؤسسة مهرجان فاتن حمامة السينمائي، اشتهرت بإخراج العديد من الأفلام التسجيلية التي تجسد من خلالها المشوار الفني لعدد من الفنانين مثل فيلم الفاتنة عن الراحلة فاتن حمامة.

## مشوارها الفني
تخرجت ماجي أنور من كلية الإعلام قسم الإذاعة والتليفزيون، بدأت مشوارها الفني في عمر السادسة عشر حيث شاركت في كتابة مقالات عن الأفلام الأجنبية بالصفحة الخارجية للجرائد الشبابية ومواقع السينما، حصلت على شهاده من جامعه هارفرد عن مسرحية Merchant Of Venice لويليام شكسبير. بعد إنهاء دراستها شاركت في إعداد البرامج التلفزيونية مثل برنامج دارك لأشرف عبد الباقي. في عام 2015، أسست مهرجان فاتن حمامة السينمائي الذي كانت تقيمه بالتعاون مع الفنانة الراحلة فاتن حمامة ويقام حاليا في لندن، ويحتوي المهرجان على ثلاث فئات، فئة مختصة بالأفلام الروائية وفئة مختصة بالأفلام القصيرة وفئة مختصة بالرسوم. في عام 2013، أقامت ورشة لتعليم السيدات كيفية صناعة الفيلم بالسعودية وشاركت في إخراج مسرحية مالي سوالك، أول مسرحية نسائية لرواق أديبات المدينة المنورة بالسعودية.
شاركت كأحد أعضاء هيئة التحكيم في العديد من المهرجانات السينمائية الدولية فهي أول مخرجة أفلام تشارك كعضو في لجنة التحكيم في أربعة مهرجانات سينمائية في أوروبا مثل مهرجان لندن ومهرجان نيس السينمائي الدولي بفرنسا في عام 2019. ومهرجان مدريد السينمائي الدولي للمشاركة ضمن أعضاء لجنة تحكيم في دورته الثامنة. في عام 2020، أختارها كارل توني المنتج البريطاني ورئيس مهرجان الفيلم العالمي لتكون الموزع المعتمد للافلام التي سيتم عرضها في المهرجان من خلال شركتها ماجيكا هاوس، ولتشغل منصب المستشار الرسمي للمهرجان لتعد أول امرأة عربية مصرية تحتل هذا المنصب وأصغر عضو بغرفة صناعة السينما كموزع ومنتج معتمد. ومنصب رئيس مهرجان La Femme للأفلام القصيرة. شغلت أيضا منصب رئيس مهرجان الأفلام للأطفال والذي يتناول نوعية الأفلام التي تدور حول الطفل أو الموضوعات التي تخص الطفل، وأقيمت دورته الثالثة في إثيوبيا عام 2018.

### أعمالها
قدمت خلال مسيرتها الفنية الأفلام التسجيلية التي تناولت المشوار الفني للعديد من المشاهير، في عام 2015، قدمت فيلم الفاتنة عن الراحلة فاتن حمامة ويعرض الفيلم آخر رسالة من فاتن حمامة إلى الجمهور قبل وفاتها، وفيلم المنتمي عن الفنان السوري دريد لحام ويتناول الفيلم المحطات الفنية في حياة دريد لحام. في عام 2016 قامت بإخراج فيلم الجميل ومدته 28 عن المشوار الفني للممثل المصري الراحل جميل راتب، في نفس العام أخرجت فيلم أبو سمبل وقامت بتصويره بمصر وإيطاليا والذي شارك في حملة إنقاذ المعبد. كما قامت بتأليف وإخراج فيلم الموزع السينمائي عن تاريخ التوزيع السينمائي للأفلام الأجنبية وارنر وفوكس في مصر في 50 عام وحياه اقدم موزع سينمائي بمصر أنطوان زند وشاركها في إنتاج الفيلم الفنان المصري هشام سليم. في نفس العام، قامت بكتابة وإنتاج فيلم باركوديا بطولة شادي الدالي والذي تدور أحداثه حول عالم افتراضي يظهر فيه جهاز يكشف الحقائق أمام الجميع وأهم استخداماته هي اختيار شريك الحياة. في عام 2019، استعانت بالفنانة المصرية فريدة فهمي زوجة المخرج الراحل ومؤسس فرقة رضا الاستعراضية علي رضا لمساعدتها في توفير المواد فيلمية لفيلمها تسجيلي القصير الذي يتناول قصة حياة المخرج علي رضا.

## وصلات خارجية
- ماجي أنور على موقع قاعدة بيانات الأفلام العربية